# Craugastor emleni
Craugastor emleni là một loài ếch trong họ Craugastoridae. Chúng là loài đặc hữu của Honduras.
Các môi trường sống tự nhiên của chúng là các khu rừng vùng núi ẩm nhiệt đới hoặc cận nhiệt đới, sông, và các đồn điền.